# Barker Heights
Barker Heights és una concentració de població designada pel cens dels Estats Units a l'estat de Carolina del Nord. Segons el cens del 2000 tenia 1.237 habitants.

## Demografia
Segons el cens del 2000, Barker Heights tenia 1.237 habitants, 482 habitatges i 348 famílies. La densitat de població era de 454,9 habitants per km².
Dels 482 habitatges en un 35,1% hi vivien nens de menys de 18 anys, en un 49,8% hi vivien parelles casades, en un 16,2% dones solteres, i en un 27,8% no eren unitats familiars. En el 24,7% dels habitatges hi vivien persones soles el 10,4% de les quals corresponia a persones de 65 anys o més que vivien soles. El nombre mitjà de persones vivint en cada habitatge era de 2,57 i el nombre mitjà de persones que vivien en cada família era de 3.
Per edats la població es repartia de la següent manera: un 27,9% tenia menys de 18 anys, un 10,3% entre 18 i 24, un 31% entre 25 i 44, un 19,6% de 45 a 60 i un 11,2% 65 anys o més.
L'edat mediana era de 33 anys. Per cada 100 dones de 18 o més anys hi havia 103,7 homes.
La renda mediana per habitatge era de 26.726 $ i la renda mediana per família de 32.143 $. Els homes tenien una renda mediana de 26.573 $ mentre que les dones 20.288 $. La renda per capita de la població era de 13.307 $. Entorn de l'11,4% de les famílies i el 13,4% de la població estaven per davall del llindar de pobresa.

## Poblacions més properes
El següent diagrama mostra les poblacions més properes.